# Роман Всеславич Полоцкий
Рома́н Всесла́вич (умер около 1114, Рязань, или в 1116, Муром) — удельный князь в Полоцкой земле в начале XII века, сын Всеслава Полоцкого.

## Биография
Роман Всеславич родился скорее всего в начале 2-й половины XI в., а умер в 1114 или 1115 году за пределами Полоцкой земли, находясь в изгнании. Согласно ПВЛ, Роман умер в 1116 году в Муроме, согласно Никоновской летописи — в 1114 году в Рязани.
В. Л. Янин предполагал, что Роман мог быть первенцем и преемником Всеслава Брячиславича, но при этом отождествлял Романа с Борисом. Такую версию нельзя считать достоверной, в том числе потому, что Роман умер в 1114 году, а Борис в 1128 году. О. М. Рапов также склонялся к старшинству Романа, считая, что своё владение он мог утратить через междоусобицу, а его реставрации после событий 1116 года могла помешать смерть в изгнании. Этому мнению в некоторой степени противоречит гипотеза Л. В. Алексеева, по которой преемником Всеслава был Давыд; по версии Алексеева, Роман был младше Давыда, Бориса-Рогволода и Глеба Всеславичей.
Большинство историков сходятся на мнении, что Роман должен был иметь какую-то волость. Л. В. Войтович считает, что уделом Романа мог быть Изяславль или Слуцк, откуда его мог выгнать Глеб. Однако Слуцк при жизни Романа не входил во владения полоцких князей, а был в составе Туровской земли и в 1116 году принадлежал лично Владимиру Мономаху, о чём он пишет в своём «Поучении», а в Изяславле тогда княжил другой Всеславич, чей сын Брячислав упоминается в 1128 и 1150—1160-х годах как изяславльский князь, и притом Изяславль называется его отчиной. Роман же, как считается, умер бездетным. Возможно, Роман княжил в Друцке, откуда и был изгнан своим братом Глебом, так как в легендарной части генеалогии князей Друцких первым друцким князем называется какой-то Роман.
Вдова Романа после его смерти приняла постриг и жила в келье одного из Полоцких монастырей, переписывая книги, которые потом продавала, а полученные деньги раздавала бедным. Какое-то время в том же монастыре, рядом со своей «теткой» могла жить и св. Ефросиния Полоцкая.